# آیه اطعام
آیه هفتم تا نهم سوره انسان که به آیه اطعام شهره است، به مفاهیمی چون جایگاه ویژه ابرار و یا عباد الله، وفای به نذر آنان، ترس از عذاب قیامت و ماجرای اطعام فقیر، یتیم و اسیر اشاره دارد. با وجود آنکه تمام تفاسیر شیعه و اکثر تفاسیر سنی، شأن نزول آیه اطعام و بلکه تمام سوره انسان را در وصف علی بن ابی‌طالب، فاطمه زهرا، حسن و حسین می‌دانند، اما برخی تفاسیر اهل سنت با بیان استدلال‌های متفاوتی، سوره انسان و به تبعیت از آن آیه اطعام را عام دانسته و اهل بیت پیامبر را همچون دیگر مؤمنین در مصادیق ابرار دانسته‌اند. از جمله استدلال‌های مخالفان این شأن نزول، استناد به برخی روایات در خصوص زمان نزول سوره‌های قرآنی است. بر اساس این استدلال، برخی از مفسران متقدم همچون قتاده، نحاس و طبری به مکی بودن سوره انسان رای داده‌اند و بنابراین شأنیت داشتن این سوره به عنوان فضیلت برای اهل بیت پیامبر را به صورت خاص، منکر شدند.
علاوه بر نقدهای وارد شده بر این نوع نگرش به مکی یا مدنی بودن سوره‌ها و در مقابل دیدگاه مخالفان مدنی بودن سوره و آیه اطعام، مفسران متقدمی همچون ابن‌عباس، عکرمه، ابن جوزی و چند تن از راویان از صحابه و تابعین همچون ابن شهر آشوب و ابوحمزه ثمالی این سوره را مدنی ذکر کرده‌اند یا آنکه سیاق آیه با شخصی و خاص بودن شأن نزول سازگاری دارد. همچنین وجود گزارش‌های فراوانی در کتب تفسیر شیعه و سنی در خصوص ماجرای اطعام علی بن ابی‌طالب و فاطمه زهرا به همراه حسن و حسین و خادم آنان فضه، وجود دارد. در مقابل دو دیدگاه مکی یا مدنی بودن سوره انسان، گروه سومی نیز قائل به تفصیل شده‌اند و بخش انتهایی سوره (آیات بیست و یکم تا انتها) را در مکی دانسته و باقی سوره را مدنی گزارش کرده‌اند.
مفسر شیعه،‌ جوادی آملی با اشاره به خصیصه‌های موجود در ساختمان و سیر مفهومی آیات موسوم به آیه اطعام؛ معتقد است بهشت منشی ابرار پیش از عملکرد دنیوی آنان، به جهت سه احتمال تجسم اعمال ابرار، حضور آنان هم‌اکنون در بهشت یا تمثیل این صحنه، به صحنه بهشت خواهد بود. از دیگر نکات توصیفی در این آیات،‌ توصیف عمل نیک و خیر به نوشیدن جام شراب، توصیف ملکه عمل نیک و خیر به چشمه است که در ادامه آیات، به نذر که نوعی تعهد درونی مومنانه است به عنوان یک عمل خیر به همراه جزای دنیوی و اخروی آن است اشاره شده‌است. بیان جایگاه ابرار، تفاوت آنان با عبادالله و تشریح ویژگی‌های ابرار به ضمیمه اجرهای اخروی آنان از مطالب مورد اشاره در آیات ابتدایی سوره انسان است.
یکی از ظرایف موجود در آیه اطعام، ضمیر در عبارت «علی حبه» است که در مرجع ضمیر آن، بین مفسران اختلافی شکل گرفته‌است. در این میان سه احتمال ارجاع ضمیر به الله، ارجاع آن به طعام و یا ارجاع آن به اطعام، سبب شده است تا معانی مختلفی در ارتباط با این آیه شکل بگیرد. از دیگر لطایف موجود در آیه، استفاده از افعال در ساختار مضارع است که معنای استمرایت را می‌رساند. این معنای استمراریت بیانگر معانی مختلفی است که شامل توسعه اجر ابرار و عبادالله در دنیا و آخرت و لزوم نهادینه شدن کمالات در وجود آدمی خواهد بود.
امینی، محقق شیعه، نزول این آیه را در شأن اهل بیت پیامبر دانسته و معتقد است که به جهت عدم دخالت پیامبر اسلام در این واقعه، این فضیلت حائز اهمیت است. در آیات دهم تا ۲۱ نیز به برخی اجرهای اخروی ابرار اشاره شده‌است و نعمات بهشتی آنان وعده داده می‌شود.

## محتوا و ساختار

### متن و ترجمه
متن آیاتی که به صورت مستقیم به موضوع واقعه اطعام اشاره دارند، عبارت است از:
﴿یُوفُونَ بِالنَّذْرِ وَیَخَافُونَ یَوْمًا کَانَ شَرُّهُ مُسْتَطِیرًا﴾ ۷ ﴿وَیُطْعِمُونَ الطَّعَامَ عَلَیٰ حُبِّهِ مِسْکِینًا وَیَتِیمًا وَأَسِیرًا﴾ ۸ ﴿إِنَّمَا نُطْعِمُکُمْ لِوَجْهِ اللَّـهِ لَا نُرِیدُ مِنکُمْ جَزَاءً وَلَا شُکُورًا﴾ ۹
بهاءالدین خرمشاهی، مترجم شیعه در ترجمه این آیات آورده‌است:
﴿آنان به نذر خود وفا می‌کنند و از روزی که شرش دامن‌گستر است، بیم دارند﴾ ۷ ﴿و خوراک را با وجود دوست داشتنش به بینوا و یتیم و اسیر اطعام کنند﴾ ۸ ﴿[و در دل گویند] ما فقط برای خشنودی خداوند شما را اطعام می‌کنیم، از شما نه پاداشی می‌خواهیم، و نه سپاسی﴾ ۹

### محتوا
خلقت انسان بعد از آنکه نامی از او در میان نبوده‌ نکته آغازین سوره انسان است. آیات ابتداییِ سوره، در موضوعِ هدایت فطری، دعوت به تعقل و تدبر، آزمایش‌هایِ انسان در دنیا و هدایتِ خداوند نسبت به بندگانش نازل شده‌است. در این آیات تاکید شده‌است که خود انسان انتخاب کننده راه زندگانی خویشتن است و در این راه یا شاکر است و یا کافر خواهد بود. در ادامه از امورِ خیر یاد شده و ویژگی‌های «ابرار» را بیان کرده‌است. سپس به کسانی که به نذر خویش عمل کرده‌اند اشاره دارد و انفاق غذایشان به فقیر، یتیم و اسیر و به امید محبت الهی یا با وجودِ نیاز به آن طعام را می‌ستاید و آنها را جزئی از ابرار معرفی می‌کند. در ادامه نیز به نیت آنان یا کلامشان پرداخته شده و هدف آنان را جلب رضایت خدا معرفی می‌کند. سپس در پایان از ترس آنان از روز قیامت یاد شده‌است. همین‌طور در ادامه سایر اجر آنان را در قالب هجده آیه بیان کرده و از نعمات بهشتی که مشمول آنان شده‌است یاد می‌کند. از جمله پیام‌های این آیه می‌توان به ارزشِ وفایِ به نذر، اهمیت کمک به نیازمندان، دعوت به خلوص نیت در انجام اعمال و کمک به همگان بدونِ در نظر گرفتن جایگاه و اعتقاد آنان اشاره کرد.

## شأن نزول

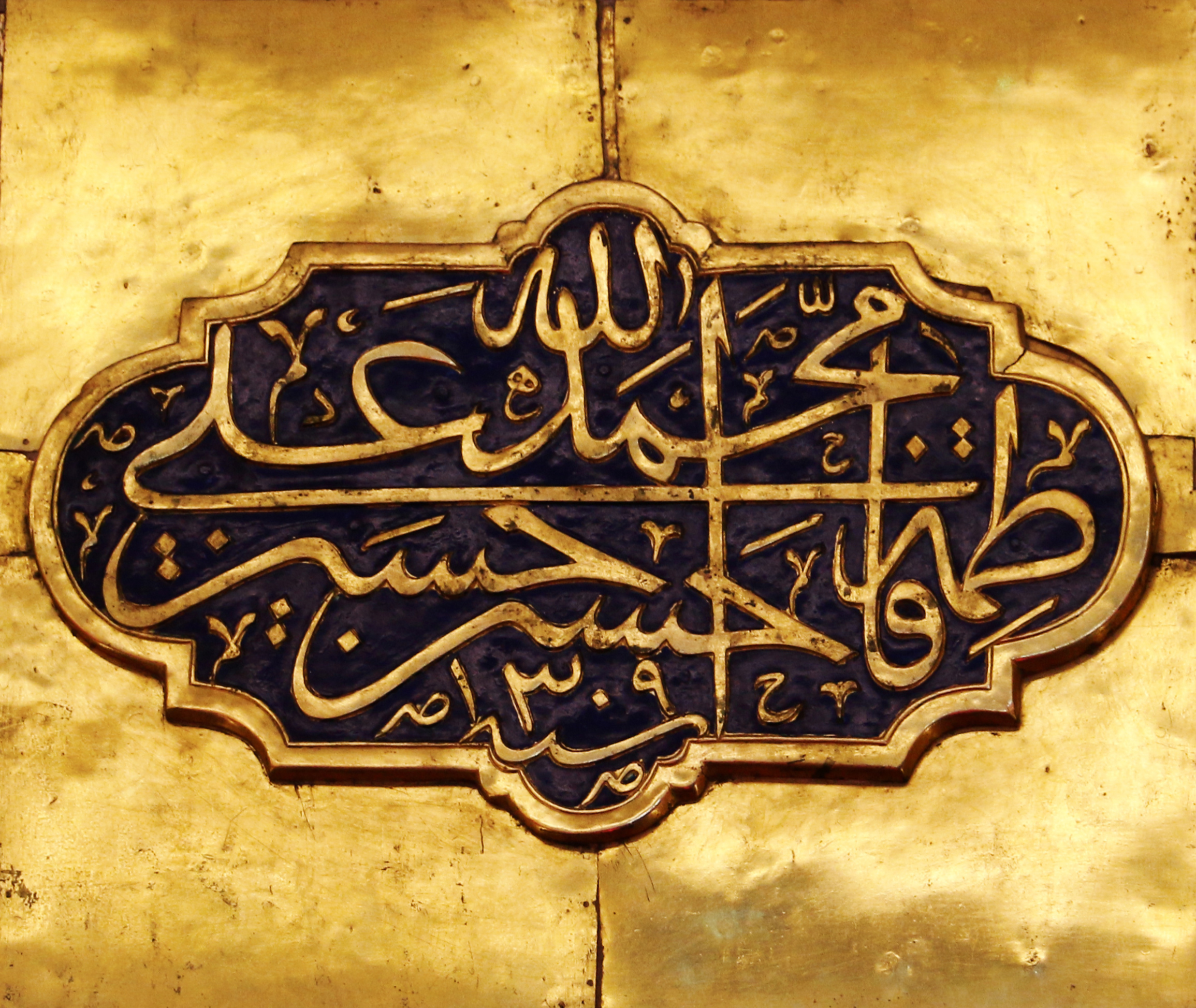
نام پنج تن آل عبا، حکاکی شده بر روی کتیبه‌ای از جنس طلا، کربلا، حرم حضرت عباس

### شأن نزول
به گفته مفسر شیعه طبرسی (مـ ۴۸۵ ه‍.ق)، اکثر مفسران اجماع کرده‌اند که مقصود از «ابرار»، علی، فاطمه و حسنین هستند. ابن‌مردویه (مـ ۴۱۰ ه‍.ق)، محدث اهل سنت، با نقل روایتی از راوی حدیث فریقین ابن‌عباس (مـ ۶۸ ه‍.ق)، شأن نزول آیه اطعام را اهل بیت پیامبر اسلام دانسته‌است. مفسر اهل سنت سیوطی (مـ ۹۱۱ ه‍.ق) نیز با استناد به روایت ابن مردویه، شأن نزول را علی و فاطمه می‌داند. در اینباره ثعلبی (مـ ۴۲۷ ه‍.ق)، از مفسران و امامان اهل حدیث اهل سنت، در تفسیر خود بر این باور است که آیات پنجم تا دهم سوره و بلکه تمام سوره انسان؛ در شأن اهل بیت نازل شده‌است و در تأیید سخنش داستانی را به نقل از ابن‌عباس، در توضیح نذر و شیوه عمل کردن به آن نذر توسط اهل بیت محمد نقل می‌کند. او همچنین با استناد به روایتِ دیگری از ابن‌عباس، تمام سوره انسان را در شأن علی و فاطمه می‌داند و در این‌باره به شعری اشاره دارد که منسوب به خزیمه بن ثابت است:
| انا مولی لفتی انزل فیه هل أتی |  | [إلی متی اکتمه اکتمه إلی متی] |

منابع دیگری همچون زمخشری (مـ ۵۳۸ ه‍.ق) مفسر اهل سنت در تفسیر کشاف با استناد به همین روایت، نزول آیه پنجم تا بیست و سوم (جمعا هجده آیه) به جهت واقعه نذر و وفای به نذر توسط علی بن ابی‌طالب و خاندانش دانسته‌اند. دیگر مفسر اهل سنت فخر رازی (مـ ۶۰۶ ه‍.ق) در تفسیر کبیر، پس از بیان روایت مورد اشاره در تفسیر کشاف، آیه را به جهت افعال جمع آن، مشمول تمام ابرار دانسته‌است و تخصیص آن به یک نفر خاص، همچون علی بن ابی‌طالب را غیرممکن و خلاف نظم آیات می‌داند. وی با تأکید بر اینکه منکر دخول علی بن ابی طالب تحت دایره ابرار نشده‌است، تمام مومنانی که به چنین رفتاری پایبند باشند را مصداق آیه ذکر می‌کند. جوادی آملی، مفسر شیعه، در نقدی بر دیدگاه رازی، که مفهوم این قبیل آیات را عموم گرفته و همگان را در آن شریک می‌داند، معتقد است که این آیات، اصلی کلی را ذکر کرده‌اند و همگان نیز می‌توانند به آن عمل نمایند؛ با این وجود، تنها کسانی که به آن جامه عمل پوشانده‌اند، علی، فاطمه و حسنین هستند و اگر غیر از این بود، گزارشش در منابع نقل می‌گردید. جوادی آملی با تأکید بر نیت این اطعام که در آیه نیز مذکور است، آن را امری عظیم دانسته‌است که ادعای آن تنها از عهده خاندان نبوت برمی‌آید. قرطبی (مـ ۶۷۱ ه‍.ق) مفسر سنی مذهب در تفسیرش، از قول ثعلبی، نقاش و قشیری، که هر سه از مفسران اهل سنت‌اند، این سوره را در شأن علی بن ابی‌طالب می‌دانند ولی مقصود از سوره را عام و بیان حکم کلی دانسته‌اند. با این وجود قشیری، مفسر شافعی مذهب، موارد احتمالی دیگری را نیز در شأن نزول آیه نقل کرده‌است از جمله ماجرای نذر معطم بن ورقاء انصاری. موارد دیگری از شأن نزول گزارش شده‌است که به سختی‌های ناشی از جنگ بدر بر مهاجرین یا در شأن فرد نامعلومی از انصار می‌توان اشاره کرد. بقاعی (مـ ۱۴۰۸ ه‍.ق)، دیگر مفسر اهل سنت نیز، شأن نزول این سوره را بر مبنای روایاتی، ماجرای اطعام علی بن ابی‌طالب و خاندان او می‌داند.
از میان مفسران شیعه، علی بن ابراهیم (مـ ۳۰۷ ه‍.ق) در تفسیر قمی با استناد به روایتی از جعفر صادق؛ شیخ صدوق (مـ ۳۸۱ ه‍.ق) به استناد روایتی از محمدباقر و طباطبائی (مـ ۱۴۰۱ ه‍.ق) با استناد به روایات مختلفی از جمله روایتی که شیخ صدوق، در امالی خود از جعفر صادق نقل کرده و در آن منظور از عبارت ﴿یوفون بالنذر﴾ را، علی، فاطمه، حسن و حسین دانسته‌است، شأن نزول آیه اطعام را اهل بیت نبوت دانسته‌اند.

### زمان و مکان نزول
در زمان و مکان نزول سوره انسان اختلافاتی وجود دارد. در میان منابع متقدم، ابن شهرآشوب، محدث شیعه، احسان علی بن ابی‌طالب و خانواده‌اش در بیست و پنجم ذی‌الحجة الحرام گزارش کرده‌است و آورده‌است که سورهٔ «هل اتی» نیز در همان روز نازل شده‌است. ابوحمزه ثمالی، از شاگردان شیعی علی بن الحسین نیز تمام سوره انسان را مدنی گزارش کرده‌است. ابن‌عباس نیز سوره انسان را نازل شده در مدینه دانسته‌است. روایت ابن‌عباس به سه طریق از عثمان بن عطاء، ابن جریج و مجاهد گزارش شده‌است. سعید بن مسیب، تابعی پیامبر اسلام، دیگر شخصی است که این سوره را مدنی گزارش کرده‌است. دیگر روایات از منابع متقدم اهل سنت، مربوط می‌شود به عکرمه، زهری، عطاء، حسین بن واقد، ابن‌جوزی که همگی سوره انسان را مدنی دانسته‌اند. در مقابل، منابع دیگر اهل سنت همچون قتاده، علی بن ابی‌طلحه، نحاس و طبری، این سوره را مکی گزارش کرده‌اند.
از میان مفسران اهل سنت، برخی همچون فخر رازی، تمام سوره انسان را مکی دانسته‌اند. با این وجود، سیوطی، مفسر سنی مذهب، گزارشاتی را نقل می‌کند که بر اساس آنها، در زمان نزول آیه اطعام، اسیرانی از مشرکین در مدینه حضور داشتند. طباطبایی، مفسر شیعه، با استناد به این عبارت، نزول این آیه را مربوط به مدینه می‌داند. شوکانی و صدیق حسن خان، از مفسران اهل سنت، معتقدند که اکثریت مفسران و قراء این سوره را مدنی می‌دانند، اما مُقاتِل و کَلبِی به مکی بودن سوره رای داده‌اند. سید قطب، نویسنده اهل سنت، مکی بودن این سوره را از ظاهر و سیاق آن برداشت کرده‌است. وی معتقد است که بیان سوره در عذاب‌های سخت و دعوت پیامبر به صبر، مربوط به مکه شده و مکی بودن سوره را می‌رساند. طبرسی، مفسر شیعه، در نقد دیدگاهی که نزول سوره انسان و علی‌الخصوص آیه اطعام را مکی دانسته‌است، ضمن تعصبی خواندن این نوع دیدگاه، از منابعی یاد کرده‌است که سوره انسان را مدنی می‌دانند. وی روایتی را از حاکم حسکانی، دانشمند اهل سنت، به نقل از علی بن موسی الرضا نقل می‌کند که بر اساس آن، سوره انسان در مدینه نازل شده‌است. گزارش‌ها دیگری که مورد استناد طبرسی قرار گرفته‌است، گزارشی از سعید بن مسیب و ابن‌عباس است که سوره را مدنی دانسته‌اند. همچنین وی برای اعتبار مدنی بودن سوره انسان به روایتی از ابن‌عباس استناد می‌کند که در آن آمده‌است: «برخی سوره‌ها ابتدایش در مکه نازل شده و در ابتدای آن، سوره را مکی نوشته‌اند، اما ادامه سوره در مدینه نازل شده‌است؛ از جمله این سوره‌ها، سوره انسان است.»

در مقابل دو دیدگاه مکی یا مدنی بودن سوره انسان، دیدگاه سومی وجود دارد که تفصیلی را برای محل نزول سوره قائل شده‌است. طبرسی، مفسر شیعه و قرطبی، مفسر اهل سنت از قولی یاد می‌کنند که آیه بیست و سوم تا انتهای سوره را مکی و باقی آیات را مدنی دانسته‌اند. قرطبی در بیان دیدگاه دیگران در مکی یا مدنی بودن سوره می‌نویسد: «این سوره نزد ابن‌عباس، مقاتل و کعبی، مکی و اکثر مفسرین و قراء آن را مدنی دانسته‌اند.» قرائتی، مفسر شیعه، وجود کلمه «اسیر» در آیه را دلیلی روشن بر مدنی بودن این آیه دانسته‌است؛ چرا که اسارت در جنگ، تنها پس از جنگ‌های محمد و پس از هجرت محمد به مدینه رخ داده‌است.

### ماجرای اطعام
زمخشری، مفسر معتزلی، در تفسیر کشاف و ثعلبی، مفسر شافعی مذهب در تفسیرش از ابن‌عباس نقل می‌کنند که پس از بیماری حسن و حسین، محمد با جماعتی از اصحاب به عیادت آنان رفتند و علی بن ابی‌طالب به پیشنهاد جمعی از صحابه، مصمم به نذری برای بهبود فرزندانش شد. با نیت نذر کردن علی بن ابی‌طالب، فاطمه زهرا و کنیزش نیز این نذر را کردند تا برای بهبودی حسن و حسین، سه روز را روزه بگیرند. پس از بهبود بچه‌ها؛ علی سه من جو از شمعون خیبری قرض کرد و فاطمه یک من از آن جو را دستاس و سپس خمیر کرد و پنج قرص نان به عدد افراد خانواده طبخ نمود و سهم هر یک را در مقابلش گذاشت تا با آن افطار کنند. در این لحظه سائلی به نزدشان آمد به آنها سلام کرد و از آنها با عبارت «من مسکینی از مساکین مسلمین هستم مرا طعام دهید تا خدا به شما از مائده‌های بهشتی طعام دهد» طلب کمک نمود. خانواده پیامبر نیز سائل را بر خود مقدم کرده و افطار خویش را به او دادند. خانواده علی با اهداء افطاری خود به مسکین، آن شب را با آب افطار کردند و مجدداً با شکم گرسنه، نیت روزه کردند. در هنگام افطار روز دوم نیز مجدداً با ندای یتیمی مواجه شدند که درخواست طعام می‌نمود و آنان نیز همچون شب قبل، افطار خود را به یتیم بخشیدند و آن شب را نیز با شکم گرسنه، نیت روزه نمودند. در افطار روز سوم نیز با اسیری مواجه شدند که درخواست طعام نمود و همانند دو روز قبل تمام افطار خانواده علی بن ابی‌طالب به آنها اهدا شد. صبح روز چهارم علی دست حسنین را گرفت و نزد پیامبر آمد و پیامبر از شدت ضعف حسنین که همچون جوجه ضعیف به خود می‌لرزیدند، ناراحت شد. در این حین جبرئیل نازل شد و گفت: «این سوره را بگیر، خدا تو را بخاطر داشتن چنین اهل بیتی تهنیت می‌گوید».

این روایت را عبدالحسین امینی، از دانشمندان شیعه در کتاب الغدیر از سی و چهار منبع اهل سنت نقل کرده‌است. شبیه به همین روایت را راویانی چون مجاهد، ابوالموید خوارزمی و ابی‌صالح نیز نقل شده‌است. اما واقدی، مورخ اهل سنت، داستان را به شکلی دیگر از ابن‌عباس نقل می‌کند، او می‌نویسد:
«علی بن ابی طالب، در عوض آبیاری نخلستانی، به مقداری (سه صاع) جو رضایت داد. پس از آنکه آبیاری انجام شد، جو را قبض نمود و به منزل مراجعت کرد. سپس ثلثِ آن را آرد کرد و از آن طعامی پخت که به آن حریره گویند. چون پخت، مسکینی آمد و طعام طلب کرد و علی نیز طعام را به او داد. پس ثلث دوم را برداشت و از آن طعامی درست نمود. در این لحظه یتیمی آمد و مسئلت خواست و علی نیز طعام را به او داد. سپس ثلث آخر را مجدداً آرد کرده و از آن طعامی تهیه نمود و اینبار اسیری از مشرکان آمد و طعامی طلب نمود و علی نیز طعام را به او داد و در همه روز و شب به گرسنگی به سر برد. سپس حق تعالی این سوره را (سوره انسان) نازل نمود.»
علی بن ابراهیم قمی، مفسر شیعه نیز داستان را به این شکل نقل نموده‌است که فاطمه زهرا مداری جو را آرد کرد و پس از پخت، مسکینی آمد و غذا طلب نمود، علی بن ابی طالب برخاست و ثلث غذا را به مسکین داد، پش از او یتیمی مراجعه کرد و علی نیز ثلث دیگر غذا را به او داد و سپس اسیری مراجعه نمود و درخواست کمک نمود و علی نیز ثلث آخر غذا را به او بخشید، پس از آن آیه نازل شد…
در امالی صدوق از جعفر صادق داستان نزدیک به نوع اول (آنچه در تفسیر کشاف آمده) بیان شده‌است. در تفسیر مجمع البیان نیز داستان کمی مبسوط‌تر و با اضافاتی از جمله اینکه: بچه‌ها هم گفتند ما نیز سه روز روزه خواهیم گرفت و… آمده‌است. در منابع اهل سنت، جابر جوفی -از تابعین محمد- و ابن‌عباس، ماجرای اطعام توسط علی بن ابی‌طالب را با تفاوت‌هایی و به صورت نوعی مشاعره نقل کرده‌است. امینی، محقق شیعه، نزول آیه اطعام در شان اهل بیت محمد را از آن جهت حائز اهمیت دانسته که پیامبر اسلام در این واقعه دخالتی نداشته و این آیه تنها در شأن اهل بیت او نازل شده‌است.

## تفسیر

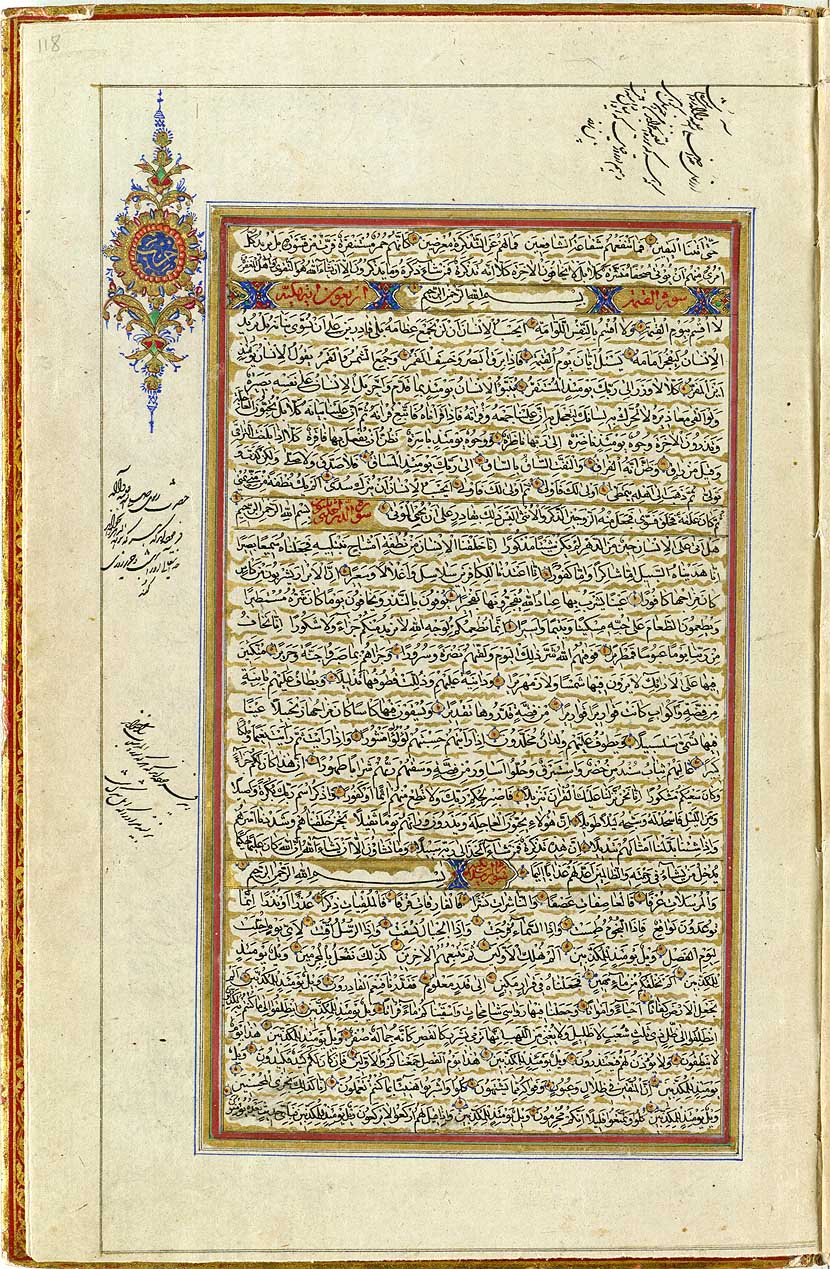
سوره انسان در قرآنی مربوط به سال ۱۸۷۴ میلادی که در آن به مکی یا مدنی بودن آن اشاره‌ای نشده‌است.

### آیات ۱ الی ۶
فخر رازی، مفسر اهل سنت، سیر محتوای سوره انسان را از ابتدا تا آغاز آیه اطعام، محتوایی شامل ابتلاء و امتحان و ذکر دو دسته از مخلوقات، یکی کافر و دیگری مؤمن تشریح کرده‌است. پس از آن در ادامه سوره به وصف مؤمنان پرداخته‌شده و دسته‌ای از آنان با عنوان ابرار یاد می‌شود. رازی، به صیغه جمع آمدن صفات ابرار را دلیلی بر عمومیت آن دانسته‌است. جوادی آملی، مفسر شیعه، یکی از خصیصه‌های سوره انسان را، بیان بهشت منشی ابرار پیش از عملکرد دنیوی آنان دانسته و به تشریح نعماتی که در آیات پنجم و ششم متذکر شده پرداخته‌است. از جمله نکات مهمی که جوادی آملی به آنها اشاره دارد، افعال مضارع در این آیات است که نشانه‌ای بر استمراریت است. نکته دیگر، ارتباط این دو آیه است، به این صورت که در آیه ﴿اِنَّ الْاَبْرارَ یَشْرَبُونَ مِنْ کَاْسٍ کانَ مِزاجُها کافُوراً﴾ به ابرار اشاره شده‌است که یکی از نعمات الهی نسبت به آنان، نوشیدن از پیمانه‌ای است که محتویاتش، ممزوجی از کافور است؛ این ابهام که کافور چه چیزی است، در آیه ﴿عَیْناً یَشْرَبُ بِها عِبادُ اللَّهِ یُفَجِّرُونَها تَفْجیراً﴾ پاسخ داده می‌شود که کافور، چشمه‌ای در بهشت است و عبادالله از آن می‌نوشند. جوادی در این تقدیم نعمات بهشتی بر اعمال دنیوی، احتمالاتی را مطرح کرده‌است: تجسم اعمال، حضور آنان هم‌اکنون در بهشت یا تمثیل این صحنه به صحنه بهشت. سرانجام با استناد به روایتی، احتمال سوم را تقویت می‌نماید و نوشیدن از کأس بهشتی را وصفی برای اعمالشان قرار داده‌است. هر چند سعی دارد تا معنایی عرفانی، شامل هر سه معنا را اتخاذ نماید. با این وجود، طباطبایی از مفسران شیعه، ظهور در معنای آیه را خلاف آنچه جوادی آملی بیان می‌کند می‌داند و نوشیدن در کأس را به جهت در کنار جزاء کافرین آمدن، یکی از اجرهای ابرار در بهشت دانسته است؛ هرچند به طور مشخص سایر تفاسیر را رد نکرده‌است. فراء، زبان‌شناس اهل سنت نیز کافور را یکی از چشمه‌های بهشت دانسته‌است. مجاهد و مقاتل از راویان حدیث سنی مذهب نیز کافور را ماده‌ای خوشبو دانسته‌اند که می‌تواند در همان چشمه ممزوج شده‌باشد.
برای سوره انسان، توسط برخی مفسرین شیعه همچون طباطبایی و بانو امین، تصویرسازی‌هایی اخروی و دنیوی ترسیم شده‌است. بر اساس این تصویرسازی، آیه پنجم، توصیف عمل نیک و خیر به نوشیدن جام شراب، و آیه ششم، توصیف ملکه عمل نیک و خیر به چشمه بیان شده‌است. در آیه هفتم، به مفهوم نذر پرداخته شده که نوعی تعهد درونی مؤمنان با خداست. همخوانی افعال «یشربون، یوفون، یخافون و یطعمون» نشانه‌ای بر ارتباط آیات داشته و بیانگر جریان اجر ابرار در دنیا و آخرت است. در آیه پنجم، به بیان جایگاه ابرار پرداخته‌است؛ طبرسی، مفسر شیعه، نقل می‌کند که در معنای ابرار اختلاف است. برخی ابرار را به کسانی که آزارشان به هیچ‌کس نرسد و شر و بدی را دوست ندارند دانسته‌اند. در مقابل گروهی بر این باور شدند که ابرار کسانی‌اند که حقوق واجبه را ادا کنند و مستحبات را پایبند باشند. طباطبایی نیز به معنای ابرار پرداخته‌است و می‌نویسد این واژه مصداق کسانی است که خیر را به آن جهت که خیر است و بدون هیچگونه چشم‌داشتی انجام می‌دهند؛ حتی اگر مخالف طبع و علاقه‌اش باشد و بر سختی آن صبر می‌نماید. قرشی، مولف شیعی،‌ در خصوص معنای ابرار، با مقایسه آن با واژه «عبادالله»؛ و با استناد به آیه‌ای از سوره قیامت،‌ منظور از ابرار را اصحاب یمین و منظور از عبادالله و مقربین را سابقون دانسته است. اما طباطبایی عبادالله موجود در آیه را به معنای وجه اجر و ثواب ابرار دانسته است که عبادت اللهی است. و بر همین اساس، طهرانی،‌ مولف شیعی در فرق بین ابرار و عبادالله موجود در آیه می‌نویسد که مقام ابرار نسبت به عبادالله مسبوق بوده و به همین جهت آن آرامش مطلق و نعماتی همچون برخورداری از چشمه‌های بهشتی برایشان متصور نیست. ابرار نسبت به میان استعداد خود، در پیمانه‌ای مشخص، از شراب‌هایی ممزوج از چشمه‌های بهشتی می‌نوشند.

### ﴿یُوفُونَ بِالنَّذْرِ وَیَخَافُونَ یَوْمًا کَانَ شَرُّهُ مُسْتَطِیرًا﴾
آیه هفتم سوره انسان، با عبارت «یوفون بالنذر»، تعظیم امر الهی را خواستار است. طبرسی، مفسر شیعه، در تفسیر این آیات می‌نویسد که آیه ﴿یُوفُونَ بِالنَّذْرِ﴾ جمله مستأنفه است و منظور از واژه شر در ﴿کانَ شَرُّهُ مُسْتَطِیراً﴾ وحشت و سختی‌های روز قیامت است. طباطبایی از مفسران شیعه در توضیح مفردات آیه می‌نویسد: «مستطیر» اسم فاعل از استطار به معنای فاش کردن و منتشر کردن است. و منظور از «شره مستطیرا» در آیه، شر روز قیامت است که به نهایت خود خواهد رسید و بدترین عذاب‌ها و سختی‌ها را شامل می‌شود. یکی از عبارتی که در تفاسیر مورد اختلافی جزئی قرار گرفته است، عبارت «یوفون بالنذر» است که برخی آن را برخلاف معنای ظاهریش (عمل به نذر شرعی پس از عقد نذر) معتقد شدند مراد از آن، تصمیم قلبی بر عمل به واجبات است.

### ﴿وَیُطْعِمُونَ الطَّعَامَ عَلَیٰ حُبِّهِ مِسْکِینًا وَیَتِیمًا وَأَسِیرًا﴾
آیه هشتم سوره انسان، با عبارت «یطعمون الطعام»، مهربانی و شفقت در حق خلق را خواستار است. مشکور، مفسر سنی مذهب، عبارت «علی حبه» را محلا منصوب و به عنوان حال می‌داند و معنای آن را «کائنینِ علی حُبِّهِ» دانسته‌است. در خصوص ضمیر در عبارت «علی حبه» سه احتمال مطرح شده‌است؛ یکی آنکه ضمیر به طعام ارجاع داده شود و معنای آیه چنین باشد که با وجود احتیاج و اشتهاء به آن طعام، آن را انفاق کردند. معنای دیگر آنکه ضمیر به «الله» ارجاع داده شود و معنای آیه آن باشد که به محبت خدا این طعام را به دیگری بخشیدند؛ و دیگری آنکه ضمیر به «اطعام الطعام» ارجاع داده شود و معنای آیه چنین باشد که با علاقه‌ای که به اطعام داشتند، طعامشان را بخشیدند. ثعلبی، مفسر اهل سنت، با ذکر هر سه احتمال، احتمال اول را به ابن‌عباس، احتمال دوم را به الداری و احتمال سوم را به حسین بن فضل منسوب ساخته‌است. در این خصوص طبرسی، مفسر شیعه مذهب نیز قول اول را پذیرفته و برخلاف او، طباطبایی مفسر شیعه، قول دوم را اتخاذ کرده‌است. بنابر گزارشی از مشکور، مفسر اهل سنت، فضیل بن عیاض نیز قول سوم را تقویت نموده‌است. آلوسی مفسر اهل سنت نیز، با بیان این نکته که عبارت «لوجه الله» در آیه بعدی، بیانگر نیت آنان بوده و به جهت عدم نیاز به تکرار این نیت، احتمال دوم را تضعیف می‌کند و قول اول را اتخاذ کرده‌است.
طباطبایی منظور از مسکین، یتیم و اسیر را مسکین و یتیم مسلمان و اسیر مشرک می‌داند. ثعلبی سنی مذهب در تفسیرش، منظور از اسیر را مملوک یا زندانی دانسته‌است و نقلی را از ابوحمزه ثمالی، محدث شیعه مذهب، آورده‌است که منظور از اسیر را به پشتوانه روایتی از پیامبر اسلام، زنان دانسته‌است. مجاهد و سعید بن جبیر از راویان حدیث نیز همچون ثعلبی زندانی مسلمان را از اسراء ذکر کرده‌اند. مفسر اهل سنت فخر رازی، بدهکار را به عنوان یکی دیگر از معانی کلمه اسیر ذکر کرده‌است. در معنای مسکین آورده‌اند که به فقیری که از فقیرها، نادارتر است، مسکین گویند. بقاعی مفسر اهل سنت نیز معقتد است که این آیه به استعلاء بر نفوس انفاق‌کنندگان مورد نظر آیه اشاره دارد که با وجود اشتهاء و نیاز، بر شهوت خویش غلبه کرده‌اند. وی همچنین ترتیب مسکین، یتیم و اسیر را در آیه مورد توجه قرار داده و آن را معیار کمک‌رسانی دانسته‌است. او می‌نویسد که مسکین به جهت احتیاج بیشترش به کمک، مقدم بر یتیم و اسیر آمده‌است. همچنین بقاعی، با پذیرش ماجرای اطعام علی بن ابی‌طالب و افطار با آب به مدت سه شبانه روز او و خانواده‌اش، در تفسیر این ماجرا معتقد است که تحمل گرسنگی در مدت سه روزه، با قدرت نفسی قوی که در محبت خداوند غرق شده‌است، امری پذیرفتنی است. بقاعی تحمل بدن بیماری که مدت‌ها اشتهایی به غذا ندارد را شاهدی بر ادعای خود بیان می‌کند.

### ﴿إِنَّمَا نُطْعِمُکُمْ لِوَجْهِ اللَّهِ لَا نُرِیدُ مِنکُمْ جَزَاءً وَلَا شُکُورًا﴾
طباطبایی و طبرسی، دو مفسر شیعه معتقدند که این آیه اشاره به نیت انفاق‌کنندگان داشته و این کلام را به زبان نیاورده‌اند و خدا از نیت قلبی آنان خبر داده‌است. سیوطی، مفسر اهل سنت نیز به این مطلب اشاره داشته و احتمال داده‌است که این عبارت، علاوه بر نیتشان، کلام آنان نیز بوده‌است. فتح‌الله کاشانی، از مفسران شیعه، معقتد است که مقول قول در عبارت ﴿إِنَّمَا نُطْعِمُکُمْ﴾ به جهت لسان مقال حذف شده‌است؛ بنابراین این عبارت قول آنان نبوده و نیت قلبی بوده‌است. در مقابل، قرطبی، مفسر اهل سنت، عبارت ﴿إِنَّمَا نُطْعِمُکُمْ لِوَجْهِ اللَّهِ﴾ را کلام انفاق‌کنندگان دانسته‌است. بقاعی در تشریح تفاوت قال یا مقال بودن این عبارت برای انفاق کنندگان می‌نویسد: این عبارت می‌تواند زبان حال یا زبان قال آنان باشد؛ و این توهم که اگر زبان قال باشد، نوعی منت و توقع جبران را منتقل کند، باطل است؛ چرا که بیان اخلاص، پسندیده و تبلیغ آن، امری گرامی است که با بیان نیت، باقی نیت‌ها را نفی می‌شود.
قرائتی، مفسر شیعه، از افعال یُوفُونَ، یَخٰافُونَ و یُطْعِمُونَ که به صورت مضارع (با معنای استمراریت) آمده‌اند، لازمه کمال واقعی در انسان‌ها را نهادینه شدن نیکی در وجودشان می‌داند. همچنین از کلمه «حبه»، ارزش انفاق را به چیزی دانسته که علاقه و احتیاج به آن بیشتر باشد. وی همچنین با استفاده از آیه نهم سوره انسان، خلوص نیت، گذشتن از تشکر و تمجید و اطعام به دست انفاق کننده را یکی از فضائل در انفاق می‌داند.

### آیات ۱۰ تا ۲۲
جوادی آملی، مفسر شیعه، پس از آنکه آیات ماقبل آیه اطعام را به توصیف اعمال ابرار نسبت داد، آیات پس از آیه اطعام را به بیان اجر و ثواب اخروی ابرار تفسیر می‌کند. در آیه دهم سوره انسان، کلمه «عبوسا» وصفی است برای «یوم» که بیانگر روزی سخت خواهد بود که در آن روز، چهره‌ها در هم‌پیچیده و زشت هستند. کلمه دیگر «قمطریرا» است که به معنای ناراحتی شدید صورت ناشی از ترس است. فخر رازی، مفسر سنی مذهب، این آیه را یکی دیگر از نیت‌های ابرار از وفای به نظرشان دانسته‌است که همان ترس از روز قیامت است. وی همچنین تشبیه قیامت به «یوم عبوسا» را از جهت توصیف روز به صفت اشقیاء در آن روز است. در آیات یازدهم تا بیست و دوم، به بیان صفات بهشت و اجر ابرار پرداخته شده‌است.

## تجزیه و ترکیب
| شماره آیه | متن آیه                                              | تجزیه و ترکیب |
| ۷         | ﴿یُوفُونَ بِالنَّذْرِ وَیَخَافُونَ یَوْمًا کَانَ شَرُّهُ مُسْتَطِیرًا﴾          | یُوفُونَ فعل مضارع مرفوع به ثبوت نون، واو فاعل آن، بِالنَّذْرِ جار و مجرور، وَ عاطفه، یَخَافُونَ فعل مضارع مرفوع به ثبوت نون، واو فاعل آن، یَوْمًا مفعول به، کَانَ فعل ماضی مبنی بر فتح، شَرُّهُ اسم کان و ضمیر هاء مضاف الیه، مُسْتَطِیرًا خبر کان                                             |
| ۸         | ﴿وَیُطْعِمُونَ الطَّعَامَ عَلَیٰ حُبِّهِ مِسْکِینًا وَیَتِیمًا وَأَسِیرًا﴾        | وَ عاطفه، یُطْعِمُونَ فعل مضارع مرفوع به ثبوت نون، واو فاعل آن، الطَّعَامَ مفعول به، عَلَیٰ حرف جر، حُبِّهِ حال، ضمیر هاء مضاف الیه، مِسْکِینًا مفعول بن دوم، وَ عاطفه، یَتِیمًا معطوف، وَ عاطفه، أَسِیرًا معطوف                                                                                  |
| ۹         | ﴿إِنَّمَا نُطْعِمُکُمْ لِوَجْهِ اللَّـهِ لَا نُرِیدُ مِنکُمْ جَزَاءً وَلَا شُکُورًا﴾ | إِنَّمَا حرف کافه و مکفوفه، نُطْعِمُکُمْ فعل مضارع مرفوع به ضمه ظاهری، ضمیر کم مفعول به، فاعل آن نحن مستتر، لِوَجْهِ جار و مجرور، اللَّهِ مضاف الیه، لَا حرف نفی، نُرِیدُ فعل مضارع مرفوع به ضمه ظاهری، فاعل نحن مستتر، مِنکُمْ جار و مجرور، جَزَاءً مفعول به، وَ عاطفه، لَا حرف نفی، شُکُورًا معطوف |